# Kotál Henrik
Kotál Henrik (Budapest, 1874. július 5. – Szentgotthárd, 1955. szeptember 29.) magyar építész.

## Élete
Kotál Jakab szabómester és Navratil Anna fiaként született. Budapesten tanult, majd Alpár Ignác műtermében folytatott gyakorlatokat. A feljegyzések szerint egyike volt a mester legkedvesebb tanítványainak.
1903 és 1905 között Hikisch Rezsővel társulva dolgozott, később önállósította magát. Országszerte számos középületet tervezett, sokat szecessziós stílusban.
Halálát szívizomelfajulás okozta 1955-ben, 81 éves korában.
Házastársa Fodor Anna (1875–1945) divatárusnő volt, Fischbein (Fodor) Dávid és Róth Ida lánya, akit 1899. szeptember 2-án Budapesten, a Terézvárosban vett feleségül.

## Művei

### Elkészült épületek
- 1899: Bérház, Budapest, Klauzál utca 21. (Heidelberg Sándorral közösen)[9]
- 1899/1890: Bérház, Budapest, Akácfa utca 24. (Heidelberg Sándorral közösen)[10]
- 1905–1906: Színház és Filmszínház, Kiskunhalas (a Városháza kibővítésének egyik részeként épült)[11]
- 1912: Magyar Királyi Katolikus Főgimnázium (ma: Eminescu Főgimnázium), Szatmárnémeti[6]
- 1914: Kőbányai Sör-és Malátagyár üzemegysége, Szolnok, Magyar utca[6]
- 1919–1920: Műhelytelep – Gyártelep, (ma: Dunakeszi Járműjavító Kft.), Dunakeszi[12][13][13]
- 1910-es évek?: Wekerletelep „K” típusjelű házai, Budapest
- 1930-as évek?: Üzletépület az Esztergomi Fürdőszálló falához építve[14]
- Takarékpénztár (Jászberényi Hitelintézet), Jászberény[6]
- Takarékpénztár, Szolnok[5]
- Szálloda, Kunhegyes[6]
- Vigadó, Kunhegyes[5]
- Új vágóhíd, Pozsony[5]
- kastélyok vidéken[5]
- bérházak Budapesten[5]

Hikisch Rezsővel közösen építette át 1905–1906-ban a kiskunhalasi Városházát. 1905-ben újrafaragta a jászberényi Kálvária-szoborcsoportot.

### Tervben maradt épületek
- 1909: Tanítóképző Intézet, Sárospatak[6]
- 1910: Kollégium, Székelyudvarhely[17]
- 1910: Szent Imre Kollégium, Budapest[18]
- 1912: Piarista kápolna, Budapest[6]
- 1913: Erzsébet királyné budapesti emlékműve[19]
- 1913: Pénzügyi Palota, Lőcse[20]
- 1914: Városháza, Mezőtúr[6]
- 1926: Gellért-hegyi magyar kálvária, Budapest[21]
- 1938: az Esztergomi Fürdőszálló bővítése[14]
- 1930-as évek?: Turistaszálló, Esztergom, Czuczor utca[14]

Ismert egy 1918-as levele, amelyben a salgótarjáni katonasírokkal foglalkozik. Talán felmerülhetett a neve egy helyi hősi emlékmű kapcsán.

### Egyéb
- 1911: Havas Sándor emléktáblája, Budapest, Szentendrei út 135-139. – az Aquincumi Múzeum régi főépületének falán, annak északi oszlopcsarnokában (a szobrot Tóth István készítette)[23]
- 1929: Alpár Ignác síremléke, Budapest, Fiumei úti sírkert (a szobrot Telcs Ede készítette)[24]
- 1930: Hősi emlékmű talapzata, Jászkisér (a szobrot Telcs Ede készítette)[6][25][26]
- 1931: Alpár Ignác szobrának talapzata, Budapest, Vajdahunyad vára (a szobrot Telcs Ede készítette)[24][27]
- 1934: Puttószobrok a Földhivatal Székházán, Székesfehérvár, Kégl György utca 1.[28]